# Netball-Nationalmannschaft von Trinidad und Tobago
Die Netball-Nationalmannschaft von Trinidad und Tobago (englisch Trindidad and Tobago national netball team), auch bekannt als Calypso Girls, vertritt Trinidad und Tobago im Netball auf internationaler Ebene. Das Team konnte bisher einmal Netball-Weltmeisterschaft gewinnen.

## Geschichte
Bei der ersten Weltmeisterschaft im Jahr 1963 belegten sie den vierten Platz. In der Folge konnten sie sich in diesem Bereich etablieren als sie  1967 den fünften, und bei den beiden folgenden Weltmeisterschaften (1971 und 1975) jeweils den vierten Platz erreichten. Bei der Ausgabe darauf (1979) konnten sie sich dann sogar den Titel mit Australien und Neuseeland teilen. Nach einer Bronzemedaille 1983 und einer geteilten Silbermedaille 1987 verloren sie jedoch den Kontakt zur Weltspitze.

## Internationale Turniere

### Commonwealth Games
- 1998: nicht teilgenommen
- 2002: nicht teilgenommen
- 2006: nicht teilgenommen
- 2010: 8. Platz
- 2014: 10. Platz
- 2018: nicht teilgenommen
- 2022: 11. Platz

### Netball-Weltmeisterschaft
- 1963: 4. Platz
- 1967: 5. Platz
- 1971: 4. Platz
- 1975: 4. Platz
- 1979: Sieger (geteilt)
- 1983: 3. Platz
- 1987: 2. Platz (geteilt)
- 1991: nicht teilgenommen
- 1995: 6. Platz
- 1999: 8. Platz
- 2003: 10. Platz
- 2007: 11. Platz
- 2011: 7. Platz
- 2015: 9. Platz
- 2019: 9. Platz